# Tèkè
Le Tèkè est une danse traditionnelle festive de l'aire culturelle Baatonu. Cette danse est encore appelée la danse du bâton. Elle est dansée dans des cérémonies de  réjouissances populaires au cours desquelles les caravaniers manifestent leur joie de se retrouver après une longue période d'absence. Le Tèkè est aussi dansé lors de l'intronisation d'un roi ou pendant la fête de la Gaani. Les guerriers aussi exécutent cette danse après une campagne triomphale.

## Pratique
Le Tèkè est une danse  essentiellement présente dans les départements du Borgou et de l'Alibori au Bénin. Elle s’exécute par des jeunes Bariba  le plus souvent lors de l'intronisation d'un roi ou pendant la fête de la Gaani. Pour danser le Tékè, les danseurs portent généralement un chapeau, un pantalon long et bouffant et un chasse mouche confectionnée à base de queue de mouton qu'ils tiennent dans une main. De l'autre main, ils tiennent un bâton, d’où le second nom du Tèkè. Pendant l'exécution de la danse Tèkè, les jeunes gens font des mouvements des pieds et des mains tout en se déplaçant. Pendant qu'ils font ces mouvements, ils font s'entrechoquer les bâtons à un moment précis de la danse,,,,,,,,.